# Lexi Lamour
Lexi Lamour (Chicago, Illinois, 1976. augusztus 28. –) amerikai pornószínésznő.
Lexi Lamour a FAME-díjnak döntőse lett 2006-ban a legjobb testű nők kategóriájában. Egyik kis külső városban Chicagohoz közel nevelkedett. Főiskola után dolgozott Észak-Indianában. Egy Deja Vu nevű sztriptízbárban próbanap után belekezdett új karrierjébe, mint táncos. Egyéves munka után Tasha Blades, arra kérte, hogy lépjen fel vele egy versenyen. 2004-ben Los Angelesbe ment és lépést tett, hogy a felnőtt filmes iparban dolgozzon.
Különböző televíziós csatornákon sugárzott műsorokban kezdték játszani a filmjeit. Rádiós műsorvezetó is volt a KSEX csatornánál. Devon Lee koszorúslánya volt. 17 centiméter magas, eredetileg szőke hajú. Bal bokáján, jobb bokáján, belső csuklójánál van tetoválása. A következő neveken is megismerhettük Lexi Lamourt: Lexi Paulis, Lexi Lemow, Lexi Lamore, Erica.

## Válogatott filmográfia
| - 2007 Pleasure Principle - 2007 Couples Seduce Teens Vol. 7 - 2007 Wife Switch - 2007 Just Over 18 - 2007 Couples Seduce Teens 6 | - 2007 Dirty 30's 2 - 2007 Driven - 2007 I Scored a Soccer Mom 2 - 2007 Mayhem Explosions 6 - 2007 Meet the Twins 8 |